# Phaeosoma mongolicum
Phaeosoma mongolicum är en tvåvingeart som beskrevs av Soos 1971. Phaeosoma mongolicum ingår i släktet Phaeosoma och familjen fläckflugor.
Artens utbredningsområde är Mongoliet. Inga underarter finns listade i Catalogue of Life.